# ال‌آرجی کپیتال
ال‌آرجی کپیتال (انگلیسی: LRG Capital) شرکت سرمایه‌گذاری آمریکایی است، که در سال ۱۹۹۹ تأسیس شد.